# 夏隆
夏 隆（か りゅう、生没年不詳）は、中国三国時代の呉の政治家。字は叔仁。荊州長沙郡臨湘県の人。

## 生涯
夏隆は母親が亡くなったときに、喪の期間の礼を厳格に守り、その間に風湿病（リウマチ）にかかり、片足が動かなくなり歩けなくなった。同郡の徐元休は名声で知られる人物であり、夏隆の母親の弔事を聞いて哀悼の意を表した。夏隆の母親が死んで10日の間に、夏隆の家には弔問に来た人々の名刺で満ちあふれたという。
夏隆が長沙郡の郡吏として仕えていた黄龍3年（231年）、武陵の蛮夷が反乱を起こした。呉帝孫権は武陵出身の太常の潘濬を反乱の平定に遣わせた。潘濬は遠征の途中で長沙郡を通過したとき、長沙太守は書をしたためて夏隆に持たせて潘濬の元へ遣わした。夏隆は潘濬の船団を追いかけたが、潘濬の船団が速すぎて追いつけそうもなかったため、夏隆は岸辺で抜刀し、潘濬の船団を指さして「盗賊団め！」と叫んだ。結果、潘濬の船団は停止して、岸辺に上陸して襲い掛かり夏隆を捕えた。夏隆はそのまま潘濬の元へ引っ立てられたが、潘濬は夏隆を聴取して事の次第を知った後、夏隆を機知に富み賢いと評価して、潘濬みずから夏隆の縄を解き、酒食をもって夏隆をもてなした。